# Mehrzad Montazeri

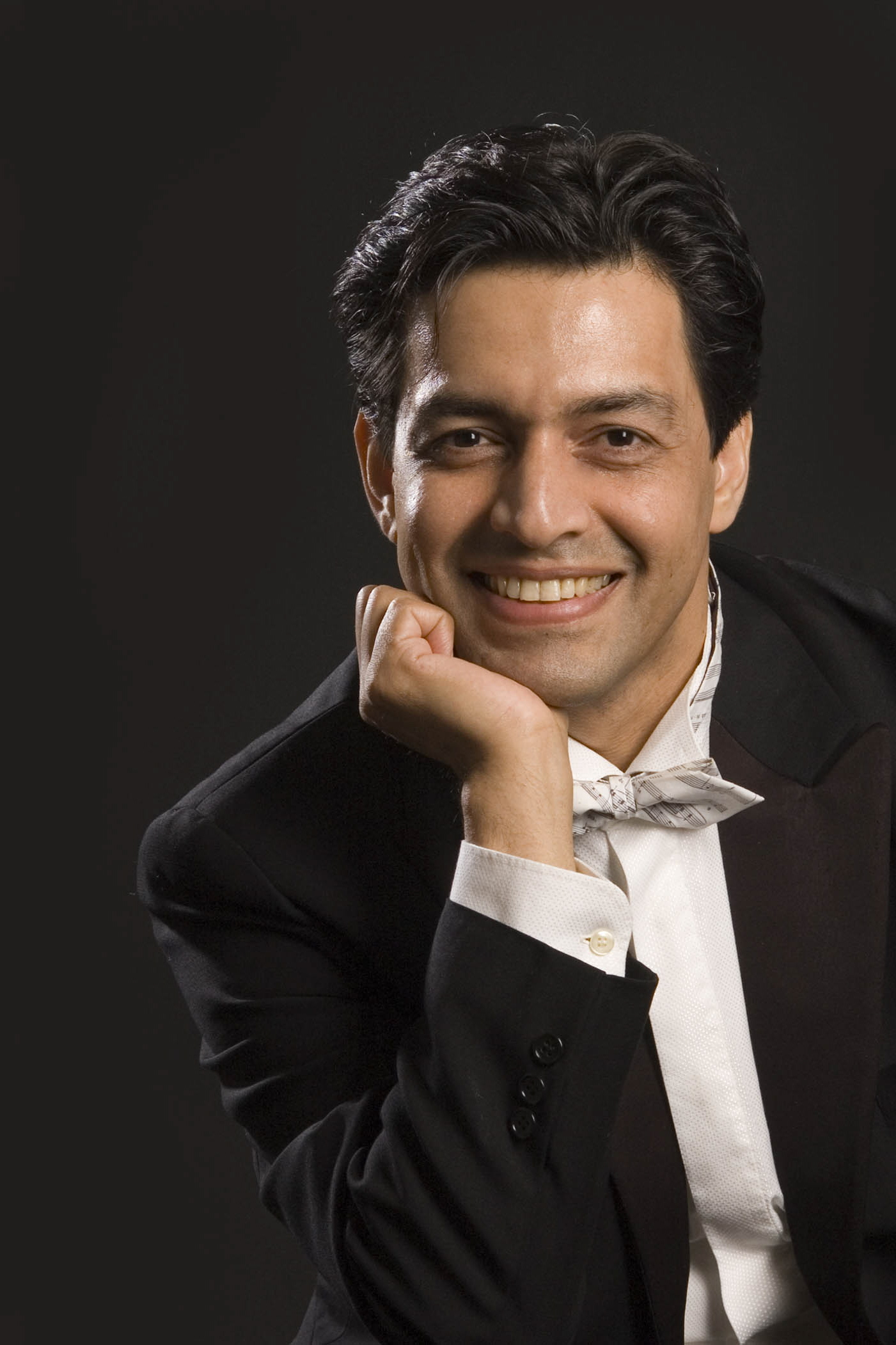
Mehrzad Montazeri, vor 2008

Mehrzad Montazeri (* vor 1977 in Teheran, Iran) ist ein österreichischer Opernsänger (Tenor).

## Leben
Montazeri stammt aus dem Iran, lebt seit seiner Kindheit (1977) in Österreich und ist österreichischer Staatsbürger. Er studierte am Franz Schubert Konservatorium Wien, an der Wiener Musikhochschule  Stimmbildung, am Konservatorium der Stadt Wien bei Waldemar Kmentt.
Nach seiner Studienzeit war er unter anderem bei den Vereinigten Bühnen Wien, Hessisches Staatstheater Wiesbaden, Vereinigte Bühnen Krefeld u. Mönchengladbach und den Seefestspielen Mörbisch engagiert. Danach war er freischaffend tätig.
Neben seiner Gesangstätigkeit belegte er später noch am Franz Schubert Konservatorium Wien ein Diplomstudium im Fach Gesang und erhielt die Lehrbefähigung für Hochschulen, Konservatorien und Akademien in Instrumental- und Gesangspädagogik. Nach dem Bachelor schloss er das Studium mit dem Magister ab.
Seit dem Jahre 2004 ist Montazeri Ensemblemitglied der Volksoper Wien.
Er gastierte an der Wiener Staatsoper, Staatsoper Stuttgart, dem Stadttheater Luzern, dem Staatstheater Cottbus, dem Stadttheater Bern, in Paris an der Opera National De Paris (Bastille), in Florenz am Teatro Communale di Firenze: wo er unter der Leitung von Zubin Mehta den Pedrillo mit großem Erfolg gab – neben Kurt Rydl als Osmin, Theater Erfurt, Deutsche Oper am Rhein: Düsseldorf, Eutiner Sommerspiele, Stadttheater Baden, Stadttheater Klagenfurt, Tiroler Landestheater.
Tourneen und Konzertreisen führten ihn unter anderem nach Deutschland, Italien, Russland, Japan, Korea und die USA.
Er ist verheiratet mit Verena geborene Eichberger und hat seinen Wohnsitz in Enzersfeld bei Wien.

## Repertoire – Auszug
- Giacomo Puccini: Tosca (Cavaradossi), Volksoper Wien
- Friedrich von Flotow: Martha (Lyonel), Volksoper Wien
- Giacomo Puccini: Manon Lescaut (Edmont)
- Giacomo Puccini: Madama Butterfly (Pinkerton), Volksoper Wien
- Richard Wagner: Lohengrin (Lohengrin), Landestheater Innsbruck
- Giuseppe Verdi: La traviata (Alfredo), Volksoper Wien
- Giacomo Puccini: La Bohème (Rodolfo), Volksoper Wien
- Jacques Offenbach: Hoffmanns Erzählungen (Nathanael)
- Giuseppe Verdi: Falstaff (Dr. Cajus, Fenton)
- Wolfgang Amadeus Mozart: Die Zauberflöte (Tamino, Geharnischter)
- Bedřich Smetana: Die verkaufte Braut (Hans)
- Wolfgang Amadeus Mozart: Die Entführung aus dem Serail (Belmonte, Pedrillo)
- Carl Maria von Weber: Der Freischütz (Max)
- Georges Bizet: Carmen (Don José), Volksoper Wien 2012
- Wolfgang Amadeus Mozart: Die Zauberflöte (1. Geharnischter), Volksoper Wien 2017
- Emmerich Kálmán: Die Herzogin von Chicago (Sandor), Volksoper Wien
- Emmerich Kálmán: Die Csárdásfürstin (Edwin)
- Emmerich Kálmán: Gräfin Mariza (Graf Tassilo)
- Franz Lehár: Giuditta (Octavio), Mörbisch
- Johann Strauss: Eine Nacht in Venedig (Herzog von Urbino), Volksoper Wien
- Johann Strauss: Der Zigeunerbaron (Sandor Barinkay), Theklenburg, Stadttheater Klagenfurt, Mörbisch, Volksoper Wien
- Franz Lehár: Der Graf von Luxemburg (René Graf), Stadttheater Baden, Volksoper Wien
- Franz Lehár: Das Land des Lächelns (Sou Chong), Mörbisch, Volksoper Wien
- Franz Lehár: Die lustige Witwe (Camille de Rosillon), Volksoper Wien 2016
- Johann Strauss: Die Fledermaus (Gabriel von Eisenstein), Volksoper Wien 2017
- Mitch Leigh: Der Mann von La Mancha (Der Padre), Volksoper Wien 2017

## Auszeichnungen
- Preisträger beim Opernwettbewerb Wien
- Preisträger und Publikumspreisträger beim Dostalwettbewerb in Wien
- Stipendium – Bayreuther Festspiele
- Kammersänger: 12. Mai 2022 – Verleihung des Berufs- und Ehrentitels der Republik Österreich

## Tonträger
- CD-Aufnahme (Seefestspiele Mörbisch 1999): Eine Nacht in Venedig, Johann Strauß
- DVD-Aufnahme (Maggio Musicale Fiorentino by Zubin Mehta, 2000): Die Entführung aus dem Serail, W. A. Mozart
- CD- und DVD-Aufnahme (Seefestspiele Mörbisch 2003): Giuditta, Franz Lehár
- DVD-Aufnahme (Wiener Volksoper 2005): Die Herzogin von Chicago, Emmerich Kálmán
- DVD-Neujahrskonzert 2009 Japan: Symphonie-Orchester der Wiener Volksoper
- CD-Mitschnitt (Symphonieorchester Volksoper Wien) JAPAN-Tokio: Suntory Hall – Neujahrskonzert 2009
- CD-Mitschnitt (Symphonieorchester der Volksoper Wien) Japan: Tokyo Suntory Hall – Neujahrskonzert 2010
- DVD-Mitschnitt „Operettts“ (Vorstellung Volksoper Wien) mit exklusivem Bonusmaterial